# Elecciones estatales de Sinaloa de 1980
Las elecciones estatales de Sinaloa de 1980 tuvieron lugar el domingo 19 de octubre de 1980, y en ellas habiéndose renovados los cargos de elección popular en el estado de Sinaloa:
- Gobernador de Sinaloa. Titular del Poder Ejecutivo del Estado, electo para un período de seis años no reelegibles en ningún caso. El candidato oficial electo fue Antonio Toledo Corro
- 18 Ayuntamientos. Formado por un Presidente Municipal y regidores, electo para un período de tres años no reelegibles de manera consecutiva.
- Diputados al Congreso del Estado. Electos por mayoría de cada uno de los Distritos electorales.

## Resultados electorales

### Gobernador
- Antonio Toledo Corro (PRI)  Hecho

### Ayuntamiento

#### Ayuntamiento de Culiacán
- Roberto Tamayo Müller  Hecho

#### Ayuntamiento de Mazatlán
- José H. Rico Mendiola  Hecho

#### Ayuntamiento de Guasave
- Roque Chávez Castro  Hecho

#### Ayuntamiento de Guamúchil
- Eduardo Rodríguez Villaverde  Hecho

#### Ayuntamiento de Escuinapa
- Gabriel Castro Camacho  Hecho

#### Ayuntamiento de Sinaloa de Leyva
- Juan Antonio Guerrero Quintero  Hecho

#### Ayuntamiento de Los Mochis
- Jaime Ibarra M.  Hecho